# Carl von Krassow

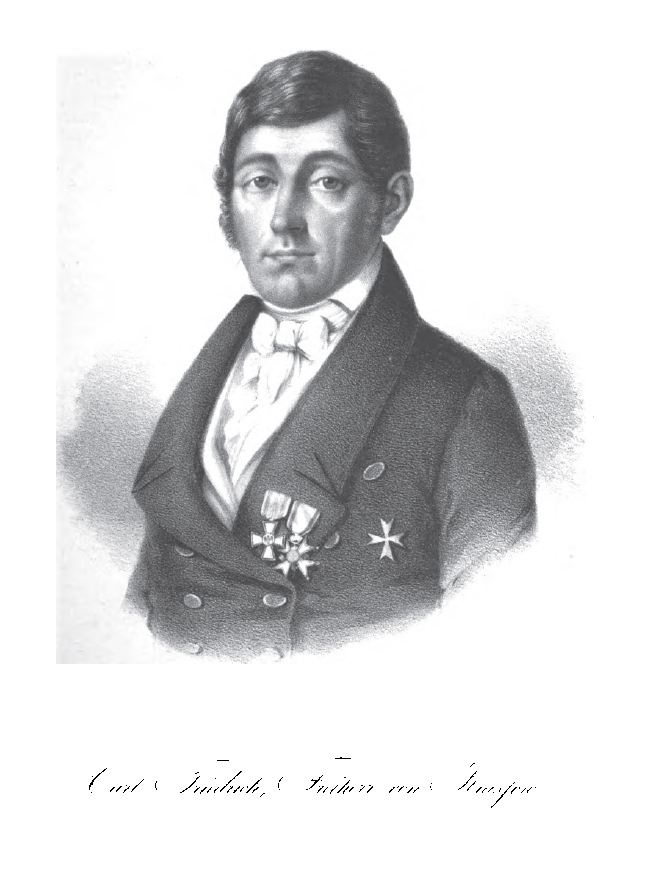
Freiherr Carl Friedrich von Krassow

Freiherr Carl Friedrich von Krassow (* 16. Dezember 1771; † 1854) war ein schwedischer Oberstleutnant und Ehrenbürger von Stralsund.

## Leben
Krassow entstammte der freiherrlichen Linie des rügischen Adelsgeschlechts von Krassow. Seine Eltern waren der königlich-schwedische Hofmarschall Carl Georg von Krassow (1740–1779), ein Enkel mütterlicherseits des Grafen Johan Lillienstedt, und Jeanette Christiana von Essen (1754–1825), Tochter des Kammerherrn Friedrich Ulrich von Essen. Friedrich Heinrich von Krassow (1775–1844) war sein jüngerer Bruder.
1788 begab er sich mit seinem Bruder Philipp Christian (1773–1808) an die Universität Göttingen, wo auch sein Bruder Friedrich Heinrich zwei Jahre später sein Studium aufnahm. Alle drei Brüder gingen 1791 gemeinsam nach Lausanne. 1792 unternahmen die Geschwister ebenfalls gemeinsam ihre Kavalierstour, welche sie durch die Schweiz, Turin, Oberitalien, Venedig und Wien führte.
1793 begab sich Krassow mit seinem jüngeren Bruder Friedrich Heinrich nach Stockholm und trat mit diesem als Cornett in die Leibgarde zu Pferde ein. Im Jahre 1800 avancierte er zum Rittmeister und wurde dem Befehl seines Onkels, Hans Henrik von Essen, unterstellt. 1802 wurde er zu dessen Flügeladjutanten ernannt. 1807, nach dem Frieden von Tilsit, erhielt Krassow seinen Abschied im Rang eines Oberstleutnants.
Krassow wurde sowohl mit dem schwedischen Schwertorden, als auch mit dem preußischen St. Johanniter-Orden und dem Roten Adlerorden 2. Klasse geehrt. 
Krassow war aus väterlichem Erbe Herr auf Pansevitz. Von 1806 bis 1829 besaß er auch Saatel und Martenshagen. Nach Vergleich mit seinen Geschwistern erhielt er 1825 auch die Güter Falkenhagen und Hankenhagen. Das Gut Gagern verkaufte er ebenfalls im Jahre 1829.
Am 15. März 1854 kam an ihn die Verleihung des Ehrenbürgerbriefes Stralsunds wegen „Verdienste um Stadt und deren Bevölkerung“.